# Pier Francesco Varchesi
Pier Francesco Varchesi (Pisa, 1635 circa – Pisa, 26 ottobre 1715) è stato un pittore italiano che lavorò prevalentemente nel territorio pisano.

## Biografia
Fu allievo di Clemente Bocciardi detto il Clementone. La sua prolifica attività di pittore nella città e nelle vicinanze, poco ricordata dalle fonti, si unì a quella di restauratore di opere nelle chiese pisane: ad esempio  gli interventi nella chiesa del Carmine sulle pale di Baccio Lomi e di Santi di Tito. Sono attestate alcune tele  nel coro delle monache di San Domenico e un'opera nella chiesa di San Michele in Borgo. Databile fra il 1668 e il 1674 è il Miracolo di San Raimondo nella chiesa di Santa Caterina.